# أفعوانية

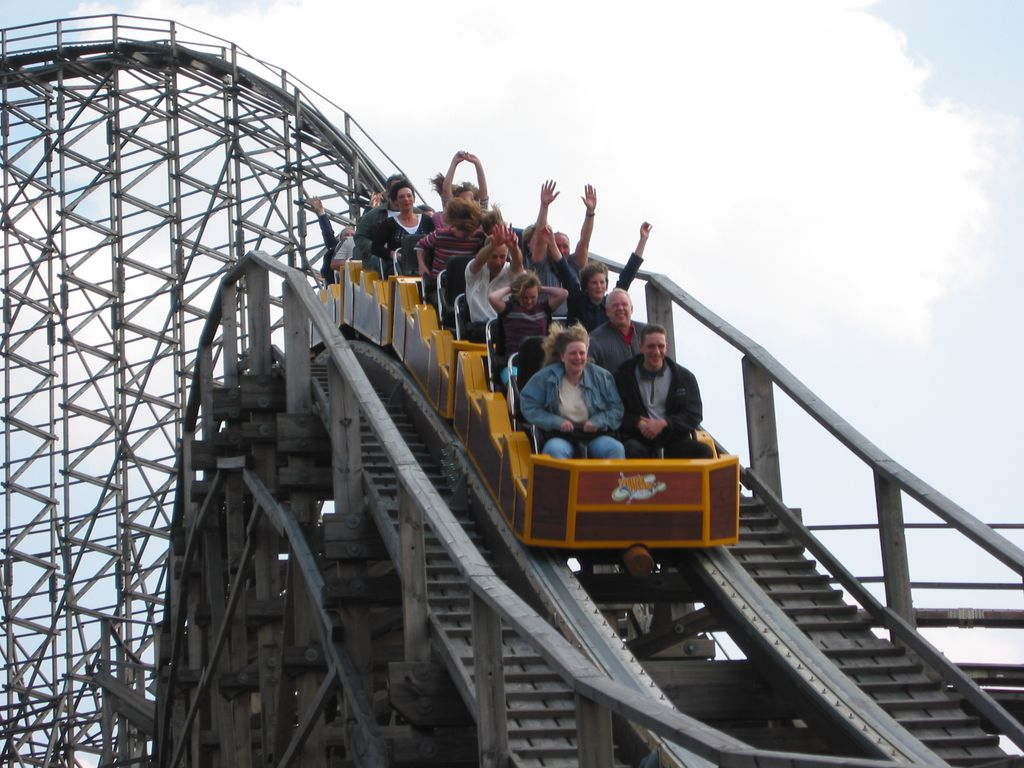
الأفعوانية الخشبية [Colossos] الموجودة في هيدي بارك في شمال ألمانيا.

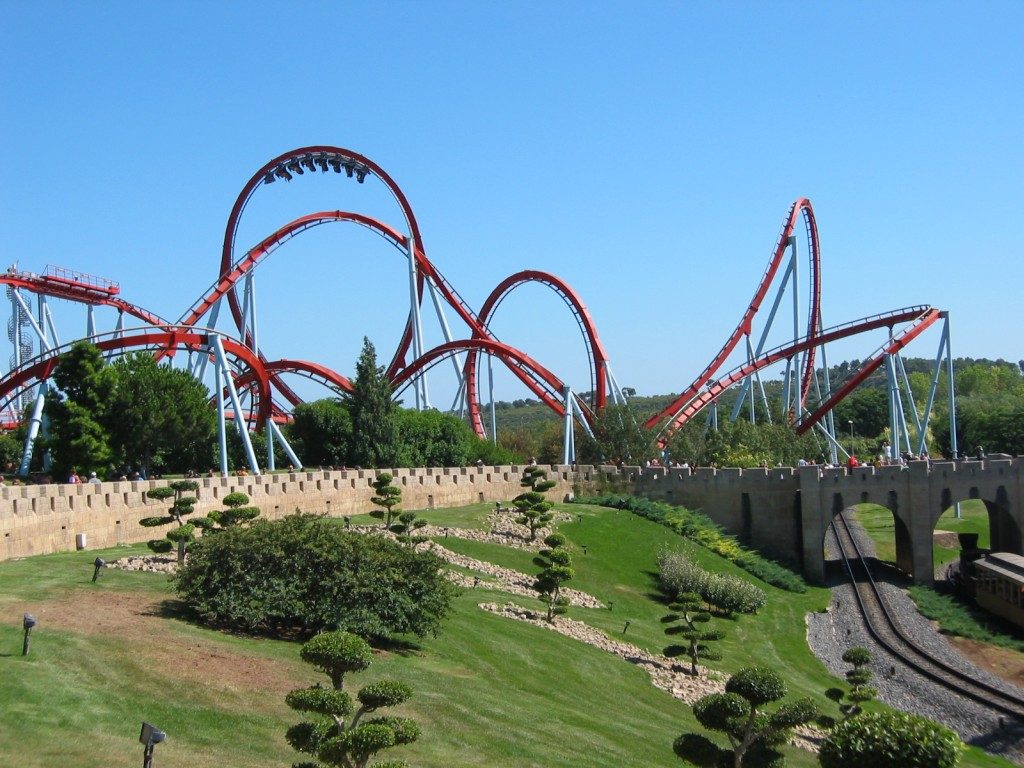
أفعوانية حديدية Dragon Khan في بورت أفينتورا بأمريكا الشمالية.

قطار الموت أو الأفعوانية هي نموذج مصغر لسكة حديدية، مرتفعة عن الأرض، وملتوية صعودا وهبوطا. يركبها الناس للتسلية الترفيه وهي توجد عادةً في مدينة الملاهي والحدائق الحديثة بغرض التسلية. يتفنن المصممون في تجهيز كل واحدة منها، وحتى أن تحتوي بعضها على دورة Looping أو دورتين كاملتين تزيد من لهف الناس عليها. تعود براءة هذا الاختراع إلى لاماركوس عدنا طومسون "LaMarcus Adna Thompson" وكان ذلك في 20 يناير 1885. تتكون الأفعوانية من سكة حديدية في مسار يرتفع وينخفض في أنماط التصاميم المختلفة، وأحيانا في الواحد أكثر من مرتفع لتسبب ظاهرة الانقلاب (مثل الحلقات الرأسية) التي بدورها تقلب راكبيها رأسا على عقب فترة وجيزة لأسفل. المسار ليس بالضرورة أن يكون دائرة كاملة، ويحمل المكوك الوقايات الدوارة التي تساعد في ضبط النفس والجلوس ثابتاً. كما تحتوي على عربات لتسمح لعدد أكبر من الركاب حيث تتصل العربات مع بعضها البعض مكونةً القطار. وقد تشغل عربة واحدة في بعض الأحيان من باب الوقاية من الحوادث.

## تاريخ الأفعوانيات
الجبل الروسي أفعوانية
يعتقد أن أقدم الأفعوانيات قد نشأت من التلال ما يسمى ب «الجبل الروسي»، والتي شيدت خصيصا من الجليد، وتقع خصوصا حول مدينة سان بطرسبرج. بُنيت في القرن 15، وقد بُنيت على ارتفاع ما بين 70 و 80 قدما (24 م) وكان المنحدر يميل بـ 50 درجة الانخفاض، واستُخدمت الدعائم الخشبية لتدعيمها.
المصطلح «الجبل الروسي -Russian mountain» لا تزال تعبر عن الافعوانية في العديد من اللغات.
ويقول بعض المؤرّخين أن أول أفعوانية بنيت تحت إمرة كاترين العظمى في روسيا في حدائق Oreinbaum في سانت بطرسبرغ في عام 1784.
مؤرخون آخرون يعتقدون أن تم بناء الافعوانية الأولى من قبل الفرنسيين.
The Les Montagnes Russes à Belleville (The Russian Mountains of Belleville) التي شيّدت في باريس عام 1812 حوت منتزهات Aeriennes على مراكب ذات عجلات ظهرت مغلقة بإحكام إلى المسار (سكة حديدة)، لتبقيها القضبان على الطريق، ولتسير بسرعة هائلة.
كما أن اسم الجبل الروسي (الافعوانية) في الفرنسية والإسبانية والبرتغالية والإيطالية "؛ montagnes russes"، "montañas rusas"، "montanhas - russas" و«مونتاني روسية» على التوالي.

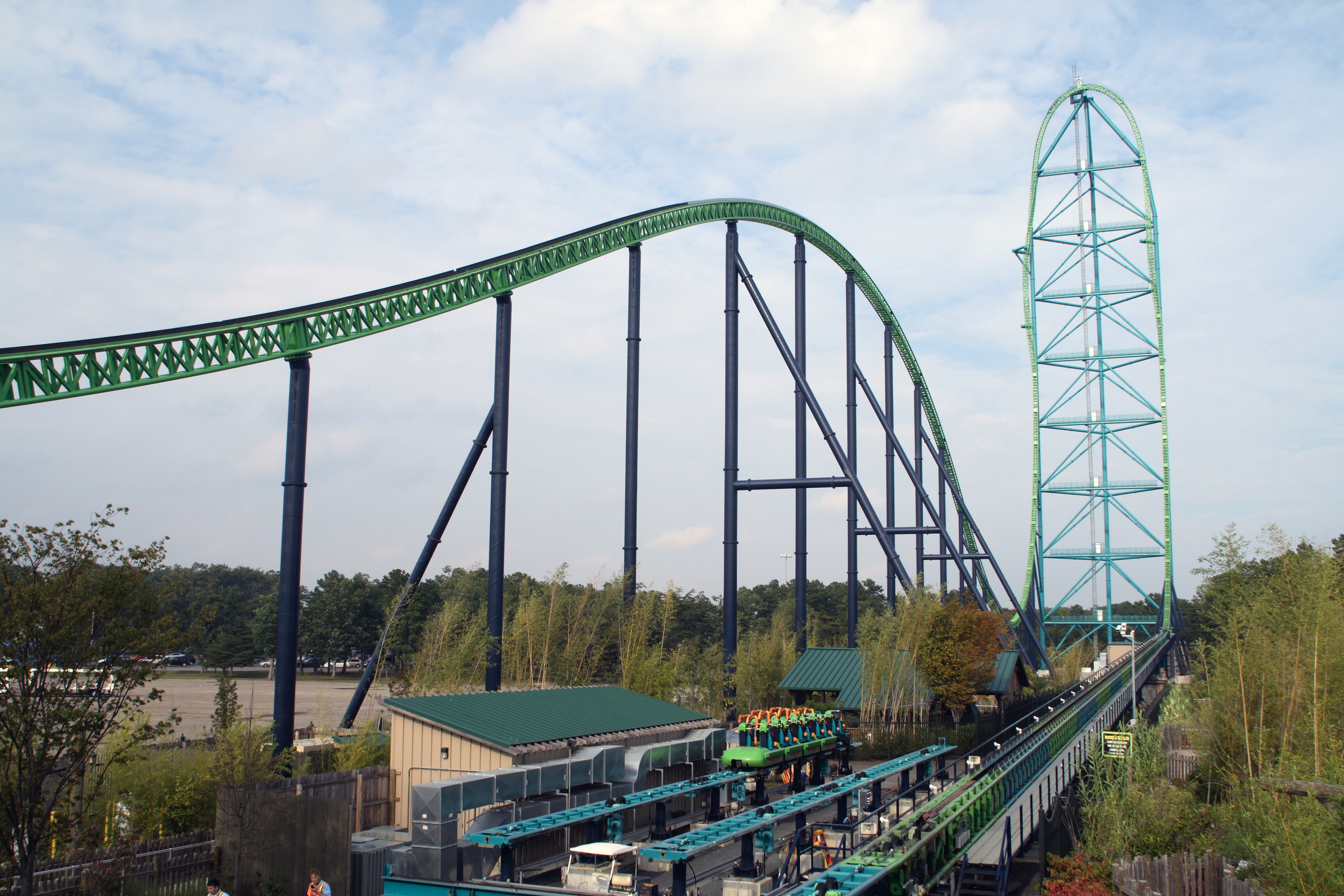
أفعوانية كينجا كا، أطول أفعوانية في العالم

## مقالات ذات صلة
- افعونية فورمولا روزا
- أفعوانية فوجيياما